# Dzika lustracja
Dzika lustracja – termin określający sposób ujawniania dokumentów sporządzanych przed 1989 r. przez komunistyczną Służbę Bezpieczeństwa.
Lustracja w Polsce przybiera niezinstytucjonalizowaną formę, kiedy dziennikarze lub inne osoby podają do wiadomości publicznej części materiału lustracyjnego, bez badania ich prawdziwości i wiarygodności, czyli z pominięciem zasady stosowanej przez historyków, aby dane historyczne potwierdzać w więcej niż jednym źródle. Często upublicznione materiały sprawiają trudności w interpretacji, np. Lista Wildsteina. Taka sytuacja może czasem prowadzić do manipulacji informacjami pochodzącymi z takich dokumentów, w celu zdyskredytowania przeciwników politycznych, np. przez nadinterpretację ujawnionych materiałów. Najczęstszą sugestią, mogącą służyć do skompromitowania osób wymienianych w takich dokumentach, to współpraca z aparatem bezpieczeństwa PRL, zwłaszcza SB. Jako główny powód tzw. dzikiej lustracji podawany jest brak przeprowadzenia w Polsce lustracji mimo iż komunizm upadł 4 czerwca 1989.
W szerszym kontekście pojęcie jest używane do opisu każdej lustracji, w której o fakcie współpracy nie decyduje sąd. Najbardziej znanym tego przypadkiem jest ujawnianie danych agentów przez osoby pokrzywdzone, które dostały od IPN-u własne akta. Należy podkreślić, że takie działanie jest zgodne z prawem, jednak niektórzy argumentują, że konieczna jest dodatkowa kontrola sądowa i dostęp oskarżonych do akt, aby umożliwić im obronę. IPN i jego były prezes Janusz Kurtyka protestował przeciwko użyciu terminu dzika lustracja do tego przypadku, podając jako argument fakt, że materiały są potwierdzone historycznie w wielu źródłach.
Termin dzika lustracja bywa też używany w celu określenia analogicznych działań w innych krajach byłego bloku socjalistycznego.

## Kontrowersje
Przeciwnicy takiej formy lustracji wskazują na jej nieobiektywność i niesprawiedliwość względem osób, których dotyczy. Ogranicza ona bowiem możliwość obrony (czy w skrajnych przypadkach wręcz ją uniemożliwia).
Zwolennicy argumentują, że głównym powodem prowadzenia „dzikiej lustracji” przez pojedyncze osoby jest blokowanie, utrudnianie i opóźnianie „oficjalnej lustracji” przez różne ośrodki władzy po 1989 roku.

## Użycie terminu
Terminem tym często posługują się dziennikarze w odniesieniu do:
- działalności Antoniego Macierewicza[5]
- zablokowania nominacji generalskiej płk Mieczysława Tarnowskiego na skutek ujawnienia materiałów WSI[6], i po umorzeniu śledztwa w sprawie wycieku[7]
- ujawnienia 27 kwietnia 2005 przez ówczesnego prezesa IPN, Leona Kieresa, że tajnym współpracownikiem SB był o. Konrad Hejmo[8]
- działalności dra Tadeusza Witkowskiego w związku ze wskazaniem przez media ks. Michała Czajkowskiego jako współpracownika SB[9]

Również osoby publiczne używały wielokrotnie tego pojęcia:
- Politycy[10]
- Prezes IPN, który zaprotestował przeciwko użyciu tego terminu w odniesieniu do publikacji ujawniających agentów na podstawie materiałów uzyskanych przez pokrzywdzonych
- Wiceburmistrz Zakopanego Krzysztof Owczarek w odniesieniu do oskarżenia ks. Mirosława Drozdka[11].
- Biskup Tadeusz Pieronek, jako część interpretacji słów Benedykta XVI wypowiedzianych w trakcie pierwszej pielgrzymki do Polski[12]. Papież powiedział podczas wizyty w katedrze św. Jana w Warszawie: Trzeba unikać aroganckiej pozy sędziów minionych pokoleń, które żyły w innych czasach i innych okolicznościach[13]
- Arcybiskup Tadeusz Gocłowski w odniesieniu do listy księży współpracujących z SB sporządzanej przez ks. Tadeusza Isakowicza-Zaleskiego[14]

Jako przykład analogicznych działań, ale bez etykiety dzika lustracja, podaje się:
- działalność w archiwach MSW tzw. komisji Michnika od 12 kwietnia do 27 czerwca 1990[15].
- zgromadzenie, bez wiedzy Sejmu, danych tajnych współpracowników Służbę Bezpieczeństwa przez szefa Urzędu Ochrony Państwa Andrzeja Milczanowskiego w 1991 – tzw. lista Milczanowskiego.